# Srebrzyca

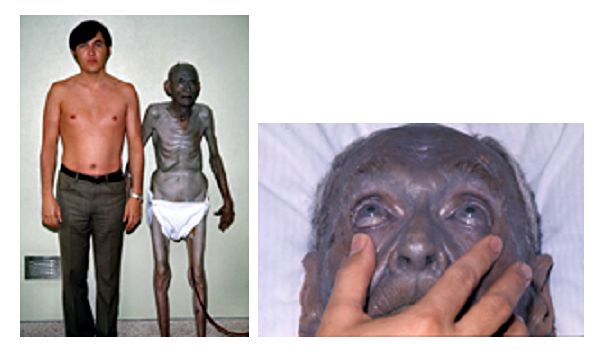
Przypadek uogólnionej srebrzycy, wywołanej wieloletnim stosowaniem kropli do nosa zawierających srebro

Srebrzyca, argyria (od grec. ἄργυρος „srebro”) – zespół objawów wywołany niezamierzonym wchłanianiem lub celowym przyjmowaniem srebra (najczęściej pyłu srebra lub srebra koloidalnego). Głównym symptomem jest zmiana koloru skóry na siny lub sinoszary w miejscach wystawionych na promienie słoneczne. Przebarwienia mogą obejmować niektóre obszary skóry lub całą jej powierzchnię. Stan taki może mieć charakter tymczasowy i ustąpić po ustaniu wchłaniania lub zaprzestaniu przyjmowania srebra.
Zespół ten dotyka najczęściej pracowników kopalni srebra w biedniejszych krajach, gdzie nie zachowuje się odpowiednich standardów pracy, oraz osób nadużywających związków srebra w celach leczniczych.

## Badania kliniczne
Wyniki badań nad wpływem srebra na organizm ludzki zostały zgromadzone przez Environmental Protection Agency. Wskazują one, iż poza szarzeniem skóry podwyższona zawartość srebra w organizmie nie powoduje skutków chorobowych, w szczególności nowotworów.

Najmniejsza dawka wywołująca objawy przy regularnym narażeniu wynosi 14 µg srebra na kilogram masy ciała dziennie.